# The Mike Oldfield Collection 1974–1983
The Mike Oldfield Collection 1974–1983 je čtrnácté výběrové album britského multiinstrumentalisty Mika Oldfielda. Vydáno bylo v červnu 2009 (viz 2009 v hudbě) a v britském žebříčku prodejnosti hudebních alb se umístilo nejlépe na 11. místě.
Album The Mike Oldfield Collection 1974 – 1983 vyšlo společně s reedicí Oldfieldova debutového alba Tubular Bells z roku 1973. Toto dílo se nachází i na The Mike Oldfield Collection 1974 – 1983, které obsahuje dva disky: na prvním se nachází nový (tzv. bahamský) mix Tubular Bells se dvěma bonusy, druhý disk obsahuje výběr Oldfieldových skladeb a písní z let 1975 až 1983.

## Seznam skladeb

### Disk 1
1. „Tubular Bells Part One“ (Oldfield) – 22:58
nový stereo mix od Mika Oldfielda, Bahamy, březen 2009 (1973)
2. „Tubular Bells Part Two“ (Oldfield) – 23:20
nový stereo mix od Mika Oldfielda, Bahamy, březen 2009 (1973)
3. „Mike Oldfield's Single“ (Oldfield) – 3:53
nový mix výňatku Tubular Bells (odlišný od verze na albu) ze singlu Mike Oldfield's Single (1974)
4. „Sailor's Hornpipe“ (tradicionál) – 2:48
verze s Vivianem Stanshallem

### Disk 2
1. „In Dulci Jubilo“ (Pearsall, úprava Oldfield) – 2:49
singl (1975)
2. „Ommadawn (Excerpt)“ (Oldfield) – 3:41
výňatek z alba (1975)
3. „Portsmouth“ (tradicionál, úprava Oldfield) – 2:04
singl (1976)
4. „The William Tell Overture“ (Rossini, úprava Oldfield) – 3:56
singl (1977)
5. „Incantations Part Four (Excerpt)“ (Oldfield) – 4:40
výňatek z alba (1978)
6. „Guilty (Long Version)“ (Oldfield) – 6:46
singl (1979)
7. „Blue Peter“ (Oldfield) – 2:06
singl (1979)
8. „Five Miles Out“ (Oldfield) – 4:17
z alba Five Miles Out, singl (1982)
9. „Wonderful Land“ (Lordan) – 3:41
z alba QE2 (1980)
10. „Taurus II (Excerpt)“ (Oldfield) – 11:16
z alba Five Miles Out (1982)
11. „Family Man“ (Oldfield/Cross/Fenn/Frye/Reilly/Pert) – 3:47
z alba Five Miles Out, singl (1982)
12. „Shadow on the Wall“ (Oldfield) – 3:09
z alba Crises, singl (1983)
13. „Moonlight Shadow“ (Oldfield) – 3:38
z alba Crises, singl (1983)
14. „Foreign Affair“ (Oldfield/Oldfield, Reilly) – 3:54
z alba Crises (1983)